# Санді (Орегон)
Санді (англ. Sandy) — місто (англ. city) в США, в окрузі Клакамас штату Орегон. Населення — 12 612 особи (2020).

## Географія
Санді розташоване за координатами 45°23′53″ пн. ш. 122°16′8″ зх. д. / 45.39806° пн. ш. 122.26889° зх. д. (45.398073, -122.268802).  За даними Бюро перепису населення США в 2010 році місто мало площу 8,14 км², з яких 8,14 км² — суходіл та 0,00 км² — водойми. В 2017 році площа становила 8,72 км², з яких 8,69 км² — суходіл та 0,03 км² — водойми.

### Клімат
Місто знаходиться у зоні, котра характеризується середземноморським кліматом. Найтепліший місяць — липень із середньою температурою 18.4 °C (65.2 °F). Найхолодніший місяць — січень, із середньою температурою 3.5 °С (38.3 °F).
| Клімат Санді            | Клімат Санді | Клімат Санді | Клімат Санді | Клімат Санді | Клімат Санді | Клімат Санді | Клімат Санді | Клімат Санді | Клімат Санді | Клімат Санді | Клімат Санді | Клімат Санді | Клімат Санді |
| Показник                | Січ.         | Лют.         | Бер.         | Квіт.        | Трав.        | Черв.        | Лип.         | Серп.        | Вер.         | Жовт.        | Лист.        | Груд.        | Рік          |
| Абсолютний максимум, °C | 17,2         | 23,3         | 28,9         | 33,9         | 37,2         | 40           | 43,3         | 41,7         | 40           | 34,4         | 26,1         | 17,2         | 43,3         |
| Середній максимум, °C   | 6,4          | 9            | 11,8         | 15,4         | 18,9         | 21,8         | 25,8         | 25,5         | 22,5         | 16,8         | 10,6         | 7            | 16           |
| Середня температура, °C | 3,5          | 5,2          | 7,1          | 9,7          | 12,7         | 15,6         | 18,4         | 18,3         | 15,9         | 11,8         | 7,1          | 4,2          | 10,8         |
| Середній мінімум, °C    | 0,6          | 1,4          | 2,3          | 4            | 6,6          | 9,2          | 11,1         | 11,1         | 9,3          | 6,7          | 3,6          | 1,4          | 5,6          |
| Абсолютний мінімум, °C  | −17,2        | −15          | −7,2         | −2,2         | −2,2         | 0,6          | −1,1         | −0,6         | −1,7         | −5,6         | −11,7        | −18,9        | −18,9        |
| Норма опадів, мм        | 278          | 213          | 217          | 161          | 134          | 101          | 32           | 42           | 99           | 170          | 281          | 295          | 2024         |
| Днів з опадами          | 21           | 18           | 20           | 17           | 15           | 12           | 5            | 6            | 9            | 15           | 20           | 21           | 179          |
| Днів зі снігом          | 0,4          | 0,2          | 0,1          | 0            | 0            | 0            | 0            | 0            | 0            | 0            | 0,2          | 0,6          | 1,5          |
| ----------------------- | ------------ | ------------ | ------------ | ------------ | ------------ | ------------ | ------------ | ------------ | ------------ | ------------ | ------------ | ------------ | ------------ |
| Джерело: Weatherbase    |              |              |              |              |              |              |              |              |              |              |              |              |              |

## Демографія
Згідно з переписом 2010 року, у місті мешкало 9570 осіб у 3567 домогосподарствах у складі 2486 родин. Густота населення становила 1176 осіб/км².  Було 3768 помешкань (463/км²).
Расовий склад населення:
| - 90,0 % — білих - 1,3 % — корінних американців - 1,2 % — азіатів - 0,4 % — чорних або афроамериканців - 0,2 % — вихідців з тихоокеанських островів - 3,4 % — осіб інших рас |

До двох чи більше рас належало 3,4 %. Частка іспаномовних становила 9,2 % від усіх жителів.
За віковим діапазоном населення розподілялося таким чином: 29,0 % — особи молодші 18 років, 60,8 % — особи у віці 18—64 років, 10,2 % — особи у віці 65 років та старші. Медіана віку мешканця становила 32,7 року. На 100 осіб жіночої статі у місті припадало 95,6 чоловіків;  на 100 жінок у віці від 18 років та старших — 90,8 чоловіків також старших 18 років.
Середній дохід на одне домашнє господарство  становив 69 737 доларів США (медіана — 60 908), а середній дохід на одну сім'ю — 75 934 долари (медіана — 67 560). Медіана доходів становила 51 677 доларів для чоловіків та 35 625 доларів для жінок. За межею бідності перебувало 10,7 % осіб, у тому числі 17,8 % дітей у віці до 18 років та 4,2 % осіб у віці 65 років та старших.
Цивільне працевлаштоване населення становило 4712 особи. Основні галузі зайнятості: освіта, охорона здоров'я та соціальна допомога — 27,9 %, роздрібна торгівля — 18,7 %, науковці, спеціалісти, менеджери — 10,4 %, мистецтво, розваги та відпочинок — 9,4 %.